# Werner Torner
Werner Torner (* 24. Dezember 1936 in Westpreußen; † 19. August 2024 in Leverkusen) war ein deutscher Fußballspieler. Der Defensivspieler absolvierte bei Bremerhaven 93 und Bayer 04 Leverkusen in der damaligen Erstklassigkeit der Fußball-Oberliga Nord beziehungsweise Fußball-Oberliga West von 1956 bis 1963 insgesamt 69 Ligaspiele und erzielte dabei vier Tore. In Leverkusen gehörte er 1961/62 der Meistermannschaft in der 2. Liga West an und absolvierte in zwei Runden in der Zweitklassigkeit von 1960 bis 1962 für Bayer Leverkusen 53 Zweitligaspiele.

## Karriere

### Bremerhaven, bis 1960
Werner Torner debütierte am 9. Dezember 1956 unter Trainer Robert Gebhardt bei einem imponierenden 2:2-Remis beim Nordserienmeister Hamburger SV in der Oberligamannschaft von Bremerhaven 93. Mit Werner Lang und Walter Nachtwey bildete er dabei die Läuferreihe und bekämpfte in erster Linie den HSV-Innensturm mit Gerd Krug, Uwe Seeler und Klaus Stürmer. In drei Runden reichte es für ihn lediglich zum Ergänzungsspieler, ehe er in der Saison 1959/60 unter Trainer Erich Garske als Stammspieler alle 30 Rundenspiele (3 Tore) für die Weinroten vom Zollinlandstadion absolvierte. Die Mannschaft vom „Zolli“ belegte 1960 den 5. Rang im Norden. Dabei blieb er während seiner gesamten Erstligazeit einer der wenigen Amateure in der Vertragsspielermannschaft. Trainer Garske veränderte sich zur Saison 1960/61 in den Westen und übernahm in der 2. Liga West Bayer 04 Leverkusen, dabei nahm er Werner Torner, dieser hatte für Bremerhaven 93 insgesamt 44 Oberligaspiele mit vier Toren absolviert, ebenso wie dessen Mannschaftskameraden Uwe Klimaschefski und Klaus Niemuth mit in das Ulrich-Haberland-Stadion.
In den Vorschauberichten zu den Spielen in der Olympiaqualifikation am 24. November 1959 beziehungsweise 18. April 1960 gegen Polen wird Torner in der Nordwest-Zeitung (NWZ) jeweils im vorläufigen Spielerkader der DFB-Amateurnationalmannschaft aufgeführt. Zum Einsatz in Essen (0:3) beziehungsweise Warschau (1:3) kam er dann nicht.

### Leverkusen, 1960 bis 1965
Trainer Garske formte in Leverkusen auf Anhieb eine Spitzenmannschaft in der 2. Liga West und belegte am Rundenende den 3. Rang. Torner lief an der Seite von Mitspielern wie den Gebrüdern Karl und Martin Gramminger, Heinz Höher, Uwe Klimaschefski, Alfred Mutz und Hans-Otto Peters in allen 30 Rundenspielen auf. Im Jahr der Fußballweltmeisterschaft 1962 in Chile, 1961/62, gelang Bayer 04 der Meisterschaftserfolg und damit der Aufstieg in die Oberliga West. Torner war im Mittelfeld und in der Verteidigung aufgelaufen und Mittelstürmer Peters hatte 29 Treffer erzielt.
Im letzten Jahr der alten erstklassigen Oberliga West, 1962/63, war Fritz Pliska als Trainer in Leverkusen tätig. Der Oberligarückkehrer hatte zwar keine Probleme sich mit dem 9. Rang in der Oberliga zu behaupten, aber zur Nominierung für die ab 1963/64 startende Bundesliga reichte dieser Platz nicht. Torner hatte schon zu diesem Zeitpunkt Verletzungsprobleme, ging zwar noch mit in die Regionalliga West, konnte dort in den zwei Debütrunden von 1963 bis 1965 noch 31 Ligaspiele (ein Tor) bestreiten, aber wurde im Sommer/Herbst 1965 zum Sportinvaliden erklärt.